# Horodocký rajón (Lvovská oblast)
Horodocký rajón (ukrajinsky Городоцький район) byl rajón ve Lvovské oblasti na Ukrajině. Hlavním městem byl Horodok a rajón měl přibližně 69 tisíc obyvatel. 

## Sídla v rajónu
- Horodok
- Komarno
- Velykyj Ljubiň